# Воздушная трасса
Возду́шная тра́сса (авиалиния) — контролируемое воздушное пространство (или его часть) над поверхностью суши или воды в виде коридора, ограниченное по высоте и ширине, в пределах которого выполняются полёты самолётов и вертолётов по утверждённому маршруту.

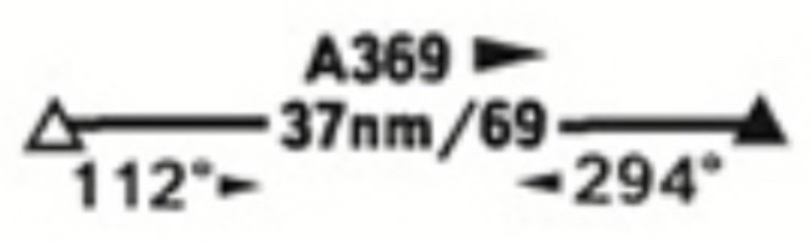
Воздушная трасса на авиационной навигационной маршрутной карте.
Указано название трассы, направление движения, расстояние и МПУ следования

Обеспечение авиалиний включает в себя аэродромы, радиомаяки, службу управления воздушным движением, метеорологическую службу.
DELAG, (нем. Deutsche Luftschiffahrts-Aktiengesellschaft — «Германское акционерное общество дирижаблей») — первая авиакомпания в мире — была образована 16 ноября 1909 при поддержке правительства. Она использовала дирижабли фирмы Zeppelin.
В 1914 году в США была открыта первая в мире использующая самолёты коммерческая пассажирская авиалиния Сент-Питерсберг—Тампа.
Первая российская авиалиния во внутреннем сообщении была открыта между Москвой и Нижним Новгородом в 1923 году, в международном — Москва-Рига-Кёнигсберг — в 1922 году.
Существует два основных типа авиалиний:
- Местные воздушные линии (МВЛ) — региональные воздушные трассы, связывающие областные центры друг с другом, а также с районными центрами и отдалёнными посёлками в радиусе до 500—1000 км; используются как по правилам полётов по приборам (ППП), так и по правилам визуальных полётов (ПВП).
- Магистральные авиалинии — воздушные трассы для полётов на значительные расстояния (несколько тысяч км); используются по правилам полётов по приборам (ППП).

Воздушные трассы (авиалинии) публикуются в сборниках аэронавигационной информации и других аэронавигационных изданиях в виде проименованых отрезков, соединяющих два или более пунктов обязательных и (или) не обязательных докладов экипажа.